# معبد پره ویهار
معبد پِره ویهار ((به خمر: ប្រាសាទព្រះវិហារ)، (به انگلیسی: Preah Vihear Temple)) یک معبد باستانی هندو است که در دوران امپراتوری خمر ساخته شده‌است و در کامبوج قرار دارد.
این مکان در سال ۲۰۰۸ در میراث جهانی یونسکو به ثبت رسید.